# Hétérogénéité spatiale

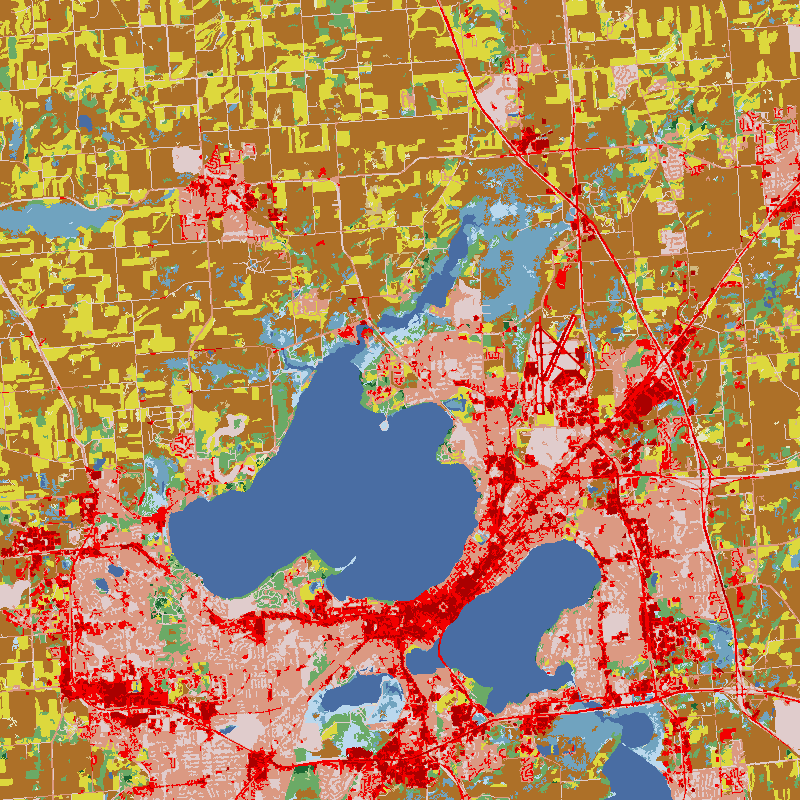
Distribution spatiale autour de Madison, WI. Les champs sont colorés en jaune et marron, l'eau est colorée en bleu et les surfaces urbaines sont colorées en rouge.

L'hétérogénéité spatiale est l'hétérogénéité des paysages ou des populations en géographie ou en écologie, représentant la répartition des diverses concentrations de chaque espèce dans une zone. 
Une hétérogénéité paysagère illustre ainsi une variation de concentrations de plusieurs espèces de plantes ou d'animaux (biologiques), ou de formations de terrain (géologiques), ou de caractéristiques environnementales (par exemple précipitations, température, vent). 
En écologie, l'hétérogénéité spatiale d'une population est une population où la concentration d'individus de cette espèce est inégalement répartie sur un territoire.